# Pietro Micca (1935)
«П'єтро Мікка» (італ. Pietro Micca) — військовий корабель, великий підводний мінний загороджувач, єдиний у своєму типі, Королівських ВМС Італії за часів Другої світової війни.
«П'єтро Мікка» був закладений 15 жовтня 1931 року на верфі компанії Cantieri navali Tosi di Taranto у Таранто. 31 березня 1935 року він був спущений на воду, а 1 жовтня 1935 року увійшов до складу Королівських ВМС Італії.

## Історія служби
За часів Громадянської війни в Іспанії «П'єтро Мікка» здійснив два бойових походи на підтримку Франсіско Франко — 23 січня і 13 лютого 1937 року. Як найбільший підводний човен Королівського флоту Італії, «П'єтро Мікка» очолював італійські підводні човни на Неапольському морському параді на честь Адольфа Гітлера 5 травня 1938 року.
Коли Італія оголосила війну, підводний човен перебував у відкритому морі. 12 червня 1940 року він установив мінне поле біля Александрії. «Мікка» повернувся, щоб закласти друге мінне поле біля Александрії 12 серпня 1940 року. Італія тримала цей підводний човен на Середземному морі, незважаючи на прохання командування Крігсмаріне про тимчасове призначення цього підводного мінного загороджувача до складу італійського компоненту на BETASOM. Німці просили італійців сприяти в постановці мінних загороджень біля Фрітауна, Кейптауна та Мадагаскару. До кінця 1940 року човен виконував завдання з транспортування продовольства, бензину та боєприпасів до італійських наземних формувань, що діяли в акваторії Егейського моря та в Північній Африці. Загалом «П'єтро Мікка» перевіз 2163 тонни основних вантажів у 14 місіях.
29 липня 1943 року «П'єтро Мікка», чекаючи на зустрічі з кораблями ескорту неподалік від маяка Санта-Марія-ді Леука, був помічений британським підводним човном «Трупер». О 06:05 британський човен випустив 6 торпед, одна з яких вразила «П'єтро Мікка» в центральну частину корпусу, внаслідок чого італійський човен швидко затонув. На борту корабля загинуло, за різними даними, порядку 55 або 65 моряків. 18 осіб, включаючи капітана човна, були врятовані кораблями ескорту.
Загалом за час служби підводний човен здійснив 24 бойові походи (4 ударно-пошукові, 14 транспортних, 2 з постановки мін, 4 навчальні або перевантажувальні), пройшовши 23 140 морських миль.
У 1994 році італійський затонулий корабель «П'єтро Мікка» був знайдений за три милі від узбережжя, на глибині від 80 до 85 метрів.